# Paul Lawrie
Paul Lawrie, né le 1er janvier 1969 à Aberdeen, est un golfeur écossais.

## Biographie
Après une victoire en début de saison 1999 au Qatar, tournoi qui figure au du circuit européen, il remporte l'Open britannique en play-off face au Français Jean Van de Velde et l'américain Justin Leonard. Cette édition reste dans les mémoires en raison de l'échec du Français sur le dernier trou du quatrième tour. Celui-ci avait trois coups d'avance avant le départ de ce dernier trou, un Par 4, trou qu'il réalise finalement en 7 coups. Le play-off sera finalement remporté par l'Écossais après quatre trous.
Cette victoire lui donne également accès à la Ryder Cup de la même année qui se déroule sur le sol américain. Celle-ci voit la victoire de l'équipe hôte sur le score de 14 et ½ à 13 et ½. Lawrie, pour ses débuts dans cette compétition, réalise un excellent bilan avec 3 victoires, 1 nul et 1 défaite.
Pour la 39e Ryder Cup 2012 qui a eu lieu sur le parcours du Medinah Country Club de Chicago, dans le ‘Fourball’ du vendredi après-midi, Paul est associé à Peter Hanson pour faire face à la paire expérimentée Bubba Watson / Webb Simpson, et où les européens perdent 5&4.
Paul ne joue par de ‘Foursomes’ et pour le ‘Fourball’ du samedi après-midi, il forme une paire inédite avec le rookie du team, le Belge Nicolas Colsaerts face à la paire américaine Dustin Johnson / Matt Kuchar qui gagne 1up contre les deux européens.
Avant les duels, il n’apporte aucun point au team européen.
Dans les simples du dimanche, le capitaine José Maria Olazábal programme Paul dans la cinquième rencontre face à Brandt Snedeker,qui avec une belle victoire 5&3, va donner l’avantage au team européen.
Son total 2012 sera donc : 3 matchs, 1 victoire, 2 défaites.